# La'cryma Christi
La'cryma Christi (Latín Significa "Las Lágrimas de Cristo") fue una banda japonesa de J-Rock perteneciente al estilo Visual Kei formada en 1994 y disuelta en 2007.

## Historia
La banda originalmente se formó bajo el nombre de Strippe-D Lady en 1993 por el vocalista y líder Taka con su amigo del colegio, Hiro. Ambos tuvieron una audición pequeña en Kansai con la intención de encontrar miembros para la banda. Como resultado, reclutaron a Koji y Levin, quienes eran amigos de la preparatoria, y como bajista a Kita-J. Esta banda indie de Osaka componía rock y heavy metal durante un corto período. En octubre de 1994, Kita-J decide dejar la banda y es reemplazado por Shuse.
Después de ello, decidieron cambiar su nombre por L'acryma Christi antes de lanzar su primer sencillo, "Siam's Eye" bajo una marca local de bandas indies en 1994. Se mudaron a Tokio en 1996, lanzando su primer miniálbum, "Warm Snow" que vendió 15,000 copias. En 1997 firmaron con una discografía major y debutaron con "Ivory Trees". Su sencillo "Mirai Koro" fue usado como ending del animé Nightwalker alcanzando el tercer lugar en la lista Oricon de sencillos.
Fundaron su propia marca, Majestic Ring, en el 2003. Koji dejó la banda en marzo de 2005, y la banda anunció su separación oficial en enero de 2007, teniendo un reencuentro el 25 de octubre de 2009 en el V-Rock Fest de ese año y anunciando su breve reaparición en los escenarios durante el 2010.

## Miembros
- Taka - Vocalista - Youtuber
- Hiro - Guitarra, Coros
- Shuse - Bajo, Coros
- Levin - Batería

### Exmiembros
- Koji - Guitarra
- Kita-J - Bajista

## Discografía

### Demos
- "Stripped-D Lady" [1994.02.??]

### Sencillos
- "Siam's Eye" - (1994.10.??)
- "Forest" - (1997.03.13)
- "Ivory Trees" (1997.05.08)
- "The Scent" (1997.07.30) #23
- "Nangoku" (1997.10.29) #25
- "With-You" (1998.05.08) #10
- "Mirai Koro" (1998.06.26) #3
- "In Forest" (1998.11.11) #8
- "Without You" (1999.05.26)
- "Eien" (1999.08.25)
- "Lime Rain" (2000.01.19)
- "Life" (2000.11.22)
- "Jump!!" (2001.10.24)
- "Jounetsu no Kaze" (2002.02.06)
- "Hirameki" (2002.12.04)
- "Mystical Glider" (2003.03.26)
- "Grovve Weapon" (2003.07.30)
- "Cannonball" (2004.04.21)
- "Hot Rod Circuit" (2004.08.11)
- "Yesterdays" (2005.03.23)
- "Sweet Lil' Devil" (2006.06.06)
- "Breaking" (2006.08.23)

### Álbumes
- Warm Snow (1996.02.04)
- Dwellers of Sand castle (1996.07.22)
- Sculture of Time (1997.11.12) #8
- Lhasa (1998.11.25) #8
- Magic Theater (2000.03.15)
- Single Collection (2000.06.28)
- &.U (2002.03.06)
- Deep Space Syndicate (2003.11.05)
- Greatest Hits (2004.09.08)
- Zeus (2005.05.25)
- Sound & Vision The Singles~ 10th Anniversary (2006.06.28)
- Where The Earth Is Rotting Away (2006.09.27)

### DVD
- Live at Lhasa (1999.06.30)
- 4U.True Color (2003.11.01)
- Six Visions (2004.06.30)
- The 10th Anniversary Live "Decade" (2005.03.31)
- 4U True Color (2005.06.29)

### VHSs
- Glass Castle (1997.03.??)
- 4U (1998.02.11)
- Zero (1998.12.24)
- Live at Lhasa (1999.06.30)
- True Color (1999.12.22)